# Transworld Rig 61 (schip, 1970)
De Transworld Rig 61 was een boorplatform dat in 1970 werd gebouwd door Sasebo Heavy Industries voor Transworld Drilling. Het ontwerp van Transworld was een combinatie van een boorschip, een hefplatform en een halfafzinkbaar platform.
De romp had een gewone scheepsvorm, maar daarnaast had het twee outriggers. Het had vier spudpalen, in het voorschip, het achterschip en in de outriggers. Zo kon het als schip naar locatie varen en daar als jack-up op de bodem staan. De spudpalen beschikten echter ook over drijfvermogen, zodat het op dieper water als semi-submersible kon functioneren.
Het innovatieve ontwerp bleek de nodige problemen te geven. Zo was de air gap, de hoogte onder de romp naar het wateroppervlak, slechts 10 meter. Dit was niet veel voor werkzaamheden in de winter op de Noordzee. De vaarsnelheid lag lager dan gedacht. Ook ontbraken horizontale buizen (bracings) tussen de spudpalen. Bij semi's werden deze toegepast om te voorkomen dat de poten te veel verbogen door de splijtkrachten die optreden als de ene poot zich in een golfdal bevond en de andere in een golftop. Deze problemen bleken toen de Transocean III van hetzelfde ontwerp in januari 1974 in het Beryl-veld kapseisde tijdens een storm nadat het volliep door structurele schade. De bemanning wist op tijd van boord te komen naar onder meer de Transworld Rig 61, die niet ver daarvandaan lag en zelf ook in de problemen kwam.
Het boorplatform werd uiteindelijk omgebouwd tot Floating Production Unit, waarna het halfafzinkbare productieplatform voor Petrobras in 1981 produceerde in het Campos-bekken uit het Pampo-veld en het Linguado-veld.

## Transworld Rig 61-serie
| Naam              | Werf                         | Jaar          | IMO-nummer |
| ----------------- | ---------------------------- | ------------- | ---------- |
| Transworld Rig 61 | Sasebo Heavy Industries      | mei 1970      | 8767147    |
| Transocean III    | Howaldtswerke-Deutsche Werft | november 1973 | 8767185    |